# Stabilitätskriterium von Nyquist
Das Stabilitätskriterium von Nyquist, auch Strecker-Nyquist-Kriterium, nach Harry Nyquist und Felix Strecker, ist ein Begriff aus dem Bereich der Regelungstechnik und der Systemtheorie. Das Nyquist-Kriterium beschreibt die Stabilität eines Systems mit Rückkopplung, z. B. eines Regelkreises. Beispiele für Regelkreise im Alltag sind der Tempomat im Auto oder die Temperaturregelung bei einem Heizkörper.

## Grundlagen

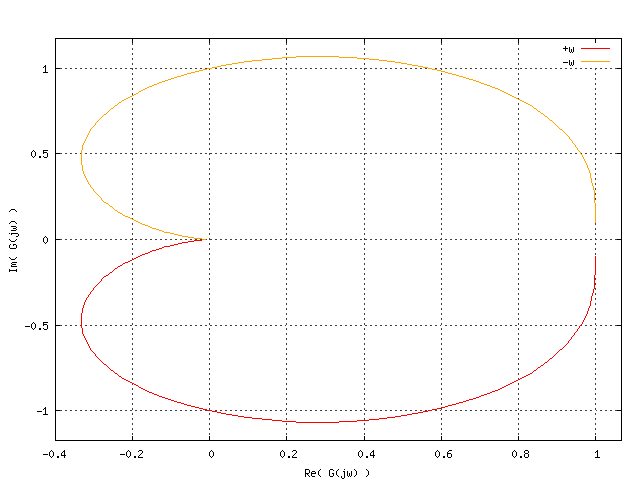
Die Nyquist-Ortskurve für.

Man bezeichnet das System als BIBO-stabil (bounded input, bounded output), wenn es auf beschränkte Eingangsgrößen auch mit beschränkten Ausgangsgrößen reagiert. Ein instabiles System hingegen kann schon bei geringen Eingangsstörungen "aus dem Ruder laufen". Ein Stab auf der Fingerspitze ist z. B. ein instabiles System, welches durch das Balancieren stabilisiert wird.
Mathematisch beschreibt man die Eigenschaften der Systeme in der Regelungstechnik mit einer Übertragungsfunktion: Ausgang Y gleich Übertragungsfunktion G mal Eingang W, formal {\displaystyle Y=G\cdot W}.
Weil die Rechenoperationen dadurch einfacher werden, werden W, G und Y nicht als Funktion der Zeit, sondern als von der (komplexen) Frequenz abhängigen Laplacetransformierten angegeben: {\displaystyle W=W(s),\,G=G(s),\,Y=Y(s)}. {\displaystyle s} ist ein komplexer Wert, welcher mit der Frequenz über die Formel {\displaystyle s=\sigma +\omega \cdot i} zusammenhängt.
In einem typischen Regelsystem kann man vier Übertragungsfunktionen ausmachen:
1. Die Übertragungsfunktion der Regelstrecke (Stab auf Finger, Auto mit Gaspedal, Kühlschrank mit Elektromotor) wird {\displaystyle G_{S}(s)} genannt.
2. Die Übertragungsfunktion des Reglers (balancierender Mensch, Tempomat, Thermostat) wird {\displaystyle G_{R}(s)} genannt.
3. Die Multiplikation von 1 und 2 wird Übertragungsfunktion des offenen Regelkreises genannt, {\displaystyle G_{R}(s)\cdot G_{S}(s)=G_{0}(s)}.
4. 1 und 2 bilden zusammen die Übertragungsfunktion des Regelsystems {\displaystyle G(s)} als Ganzes (geschlossener Regelkreis). Für unsere Beispiele sind dies der Stab auf der Fingerspitze eines balancierenden Menschen, ein Auto mit eingeschaltetem Tempomat oder ein funktionierender Kühlschrank. {\displaystyle G_{\text{geregelt}}={\frac {G_{0}(s)}{1+G_{0}(s)}}}

Die Übertragungsfunktionen sind typischerweise Brüche von Polynomen. Solche Polynombrüche haben überall dort, wo das Nennerpolynom eine Nullstelle hat, eine Polstelle. Der Wert von G strebt dort gegen unendlich.
Das Nyquistkriterium kann, sofern die Übertragungsfunktionen bekannt sind, sagen, ob ein Regelsystem stabil ist oder nicht. Man unterscheidet zwei Fälle. Beide sind nur anwendbar, wenn die Übertragungsfunktion {\displaystyle G_{0}(i\omega )} bei sehr hohen Frequenzen gegen 0 strebt, also der Grad des Nennerpolynomes größer ist als der des Zählerpolynomes.

## Das vereinfachte Nyquist-Kriterium / „Linke-Hand-Regel“

Spezielles Nyquistkriterium
rot: instabil
grün: stabil mit Amplituden- und Phasenreserve

Haben alle komplexen Polstellen von {\displaystyle G_{R}(s)} und {\displaystyle G_{S}(s)} einen Realteil kleiner als 0 (mit Ausnahme von maximal 2 Polen im Ursprung), so besagt das spezielle Nyquistkriterium, dass das gesamte (geschlossene) Regelsystem asymptotisch stabil ist, wenn {\displaystyle G_{0}(i\omega )} (also nur ein Teilsystem) für {\displaystyle \omega } von 0 bis {\displaystyle \infty } in der komplexen Ebene den Punkt −1 nicht umläuft. Eine derartige Darstellung wird Ortskurve genannt.
Der Punkt −1 wird daher auch Nyquist-Punkt oder kritischer Punkt genannt.
Für einfachere Ortskurven kann man alternativ sagen, dass die Kurve den Punkt −1 links liegen lassen muss, damit der geschlossene Kreis stabil ist. Das ist deshalb nötig, da der Punkt −1 auf der reellen Achse der komplexen Ebene einer Phasendrehung um 180° entspricht. Ein Rückkopplungssignal, das als Gegenkopplung wirken soll, besitzt grundsätzlich eine Phasenverschiebung um 180° zum Eingangssignal eines Systems. Tritt nun durch weitere Phasendrehung im Verlauf der stetigen Zunahme der Frequenz eine Phasenverschiebung um weitere 180° auf, dann schwingt das System mit Sicherheit, wenn das rückgekoppelte Signal größer als 1 ist. Es liegt dann links vom Punkt −1 in dieser Ortskurve auf der reellen Achse.
Zum Abgleich des Reglers sind noch zwei Kenngrößen zu beachten. Zum einen die Amplitudenreserve (oder Amplitudenrand), welche besagt um welchen Faktor die Regelstrecke verstärkt werden darf, um noch stabil zu sein, und zum anderen die Phasenreserve (oder Phasenrand) (wichtig bei Systemen mit Totzeit). Die Phasenreserve gibt jenen Winkel an, um den die Phasenlage des rückgekoppelten Signals noch weiter verschoben werden kann, bis Mitkopplung (insgesamt 360° Phasendrehung) im System eintritt. Die Phasenreserve ist also der Winkel zwischen der Ursprungsgerade durch den Punkt auf der Ortskurve, der den Abstand 1 zum Ursprung hat (Konstruktion durch Schnittpunkt mit Einheitskreis), und der negativen reellen Achse.
Das einfacher zu realisierende Bodediagramm enthält die gleiche Aussage wie die Ortskurve, nur sind dort zum Frequenzgang von {\displaystyle G_{o}(i\omega )} Amplitudengang und Phasengang getrennt dargestellt. Auch dort sind Amplituden- und Phasenrand die wichtigsten Ergebnisse der Betrachtung.

### Übergang zum Allgemeinen Nyquistkriterium
Das folgende Beispiel hat Pole im Ursprung. Es handelt sich um ein Integralglied, gefolgt von zwei Proportional-Integral-Gliedern (I-Glied und doppeltes PI-Glied).
{\displaystyle G_{o}(i\omega )={\frac {\omega _{As}}{i\omega }}\cdot \left(1+{\frac {\omega _{PI}}{i\omega }}\right)^{2}}
Ein geschlossenes System, welches als Produkt aller Übertragungsfunktionen, die in der geöffneten Schleife liegen, eine solche Funktion aufweist, ist für
{\displaystyle \omega _{As}>\omega _{PI}} stabil, und es lassen sich sinnvolle Amplituden- und Phasenränder einstellen.
Besonderheit des Beispiels: Es gibt eine Frequenz, bei der die Phase um 180° gedreht ist (insgesamt 360° Phasendrehung) an einer Stelle mit sehr großer Verstärkung. Obwohl das nach Mitkopplung aussieht, zeigt das Verhalten des geschlossenen Systems nicht den geringsten Mangel. Das Wissen um diese Paradoxie gehört zur Grundausbildung. Zitat: „Die in der Literatur vielfach übliche Deutung des vereinfachten Nyquist-Kriteriums, dass bei der Schnittstelle eingespeiste harmonische Signale nicht größere Signale gleicher Phasenlage an der Schnittstelle erzeugen dürfen, wenn das geschlossene System stabil sein soll, ist irreführend und unrichtig.“
Zum mathematischen Stabilitätsbeweis liefert die unten genannte regelungstechnische Fachliteratur den Hinweis auf Umschlingungen der Ortskurve um den Kritischen Punkt −1. Das ist ein Thema der Funktionentheorie. Dort spielen bei der Berechnung von Residuen auch die Schließungsbedingungen der Ortskurven im Unendlichen eine Rolle.
Für die Praxis reicht das Bodediagramm aus. Bodediagramme sind mit einem Mathematikwerkzeug bequem darstellbar, beispielsweise auch über die Tabellenkalkulation eines Officepakets, wenn dort die verfügbaren Befehle zur komplexen Rechnung genutzt werden. Auch für Übertragungsfunktionen bei geschlossener Schleife sind Bodediagramme leicht zu generieren.

## Allgemeines Nyquistkriterium

### Erste Form
Das allgemeine Nyquistkriterium ist auch für Fälle anwendbar, wo die Voraussetzung für das spezielle Nyquistkriterium nicht erfüllt ist. Die Voraussetzungen zur Anwendung sind schwächer, es muss lediglich gelten, dass keine Polstellen der Strecke und des Reglers auf der imaginären Achse {\displaystyle \Re =0} liegen.
Im Gegensatz zum speziellen Nyquistkriterium muss man hier den Verlauf von {\displaystyle G_{0}(i\omega )} in Abhängigkeit von {\displaystyle i\omega } auch für negative Omega aufzeichnen.
Jetzt kann man folgende Bezeichnungen einführen:
- {\displaystyle P} ist die Anzahl instabiler Polstellen des offenen Regelkreises {\displaystyle G_{0}}. Instabile Polstellen sind solche mit positivem Realteil.

- {\displaystyle N} ist die Anzahl instabiler Polstellen des gesamten Regelsystems {\displaystyle G}.

- {\displaystyle U} ist die Anzahl Umläufe der Frequenzgangskurve des offenen Regelkreises {\displaystyle G_{0}(i\omega )} um den Nyquistpunkt. Dabei fährt man in positive ω-Richtung und zählt Umläufe im Gegenuhrzeigersinn positiv, solche im Uhrzeigersinn negativ.

Das allgemeine Nyquistkriterium besagt erstens, dass in jedem Falle {\displaystyle N=P-U} gilt.
Zweitens ist das Regelsystem asymptotisch stabil, wenn {\displaystyle P=U} gilt, anderenfalls ist es instabil.

### Zweite Form
Eine andere bekannte Form des allgemeinen Nyquistkriteriums ist noch umfangreicher nutzbar. Es sind sowohl instabile Polstellen als auch solche auf der imaginären Achse erlaubt.
- {\displaystyle r_{k}} ist die Anzahl instabiler Polstellen des offenen Regelkreises {\displaystyle G_{0}}. Instabile Polstellen sind solche mit positivem Realteil.

- {\displaystyle i_{k}} ist die Anzahl von Polstellen des offenen Regelkreises {\displaystyle G_{0}} auf der imaginären Achse.

- {\displaystyle \Delta \varphi } ist der gesamte vom Verlauf der Frequenzgangskurve des offenen Regelkreis {\displaystyle G_{0}(i\omega )} um den Nyquistpunkt überstrichene Winkel. Dabei fährt man in positive ω-Richtung und zählt Winkel im Gegenuhrzeigersinn positiv, solche im Uhrzeigersinn negativ. Es wird nur der Verlauf über positive Frequenzen benutzt.

Wenn die Beziehung {\displaystyle \Delta \varphi =i_{k}\cdot \pi /2+r_{k}\cdot \pi } erfüllt ist, ist das Regelsystem stabil, anderenfalls ist es instabil.

## Nyquistpunkt
Der Begriff Nyquistpunkt wird in der Literatur gelegentlich auch für die Nyquist-Frequenz verwendet, was einige Verwirrung stiftet.

## Nyquistkriterium für Mehrgrößensysteme
Das Nyquistkriterium lässt sich auch für Mehrgrößensysteme verwenden. Die Ortskurve der offenen Strecke muss durch die Kurve der Determinante von {\displaystyle 1+G_{0}} ersetzt werden und der kritische Punkt −1 durch den Punkt 0.

## Andere Kriterien
Das Routh-Hurwitz-Kriterium ist ein alternatives Stabilitätskriterium der Regelungstechnik.